# Serge Gelé
Serge Gelé, né le 5 décembre 1930 à Calais et mort le 9 septembre 2001 à Calais, est un joueur puis entraîneur français de handball. 
Après un passage à l'École normale d'instituteurs d'Arras, il entre en 1953, avec le titre de "major", à l'École normale d'éducation physique. Sous la houlette de René Ricard, fondateur de la Fédération française de handball et de Jean Pinturault, il joue au Paris UC avec lequel il sera quatre fois champion de France[réf. nécessaire].
Il entre en 1956 au Bataillon de Joinville. Sept fois international entre 1957 et 1961, il quitte l'équipe de France après le Championnat du monde 1961. Il rejoint ensuite la Direction Technique Nationale en 1967 et devient entraîneur national de 1967 à 1977 : il est successivement responsable de l'Équipe de France universitaire, de l'équipe de France espoirs et enfin, de l'équipe A entre 1970 et début 1971, dirigeant les Bleus lors du Championnat du monde 1970 en France.
Accueilli entre temps par Stella Sports, il amène son nouveau club, de 1976 à 1979, à deux titres de champion de France en 1978 et 1979.
Avec toute la Direction Technique Nationale, il quitte la Fédération française de handball en 1977. Il est alors nommé à l'INSEP qui le charge de la formation des
cadres techniques de haut-niveau. Il y restera jusqu'à sa retraite. 